# Монтеланико
Монтеланико (итал. Montelanico) — коммуна в Италии, располагается в регионе Лацио, подчиняется административному центру Рим.
Население составляет 1915 человек, плотность населения составляет 55 чел./км². Занимает площадь 35 км². Почтовый индекс — 030. Телефонный код — 06.
Покровителем коммуны почитаются Пресвятая Богородица (Madonna del Soccorso)  и святой архангел Михаил, празднование 29 сентября, 

## Примечание
1. ↑  Madonna Del Soccorso. Дата обращения: 18 января 2010. Архивировано 4 марта 2016 года.